# ヤーノシュ・ファドルス
ヤーノシュ・ファドルス（János Fadrusz、スロバキア語名:Ján Fadrusz、1858年9月2日 - 1903年10月26日）は現在のスロバキア、ブラチスラヴァ生まれの、オーストリア（ハンガリー）の彫刻家である。新古典派の彫刻家で歴史に題材を取った彫像を制作した。

## 略歴
現在のスロバキアのブラチスラヴァの貧しいチーズ職人の息子に生まれた。父親はモラヴィアの出身で1850年代にブラチスラヴァに移ってきて、ワイン醸造者の娘と結婚し、後に夫婦で食料品店を経営した。ファドルスは絵の才能を示し、プラハで軍役を終えた後、ブラチスラヴァで木彫り職人や陶器の絵付け職人、鍵職人などの仕事をした。
25歳ほどになった1883年に地元の美術展に「アハスヴェル（さまよえるユダヤ人）」の塑像を出展し、教育大臣から特別奨学金を得て、彫刻家フィクトール・ティルクナー(Viktor Tilgner: 1844-1896)に学ぶためにウィーンに移った。1888年から、ブラチスラヴァの銀行から奨学金を得て、ウィーン美術アカデミーに入学し、エドムント・フォン・ヘルマー(Edmund von Hellmer: 1850-1935)の教室で学んだ。ウィーンでマジャール人の女性と結婚し、彼女からハンガリー語を学んだ。
1891年にアカデミーの卒業制作の作品で、十字架のイエスの像を制作し、この作品はファドルスの最も有名な作品の一つになった。ハンガリー美術協会の賞を受賞し、賞金を贈られ、ハンガリーの各地で複製が制作されることになった。
1892年にブラチスラヴァ市が公募した、マリア・テレジアの記念碑のデザインに応募して選ばれ、騎馬姿のマリア・テレジアの像を制作した。1897年のこの像の除幕式にはオーストリア皇帝フランツ・ヨーゼフ1世も臨席した。この像は第一次世界大戦後、チェコスロバキア共和国が建国された後に破壊された。
ブラチスラヴァの仕事が終わった後、ブダペストに移り現在のルーマニアのクルジュ＝ナポカに建設されることになった15世紀のハンガリー王、マーチャーシュ1世のモニュメントのを制作し、1902年に完成した。1903年にオーストリア皇后、エリーザベトのモニュメントのコンペに参加したが、1904年に結核とされる病気で没した。45歳であった。

## 作品

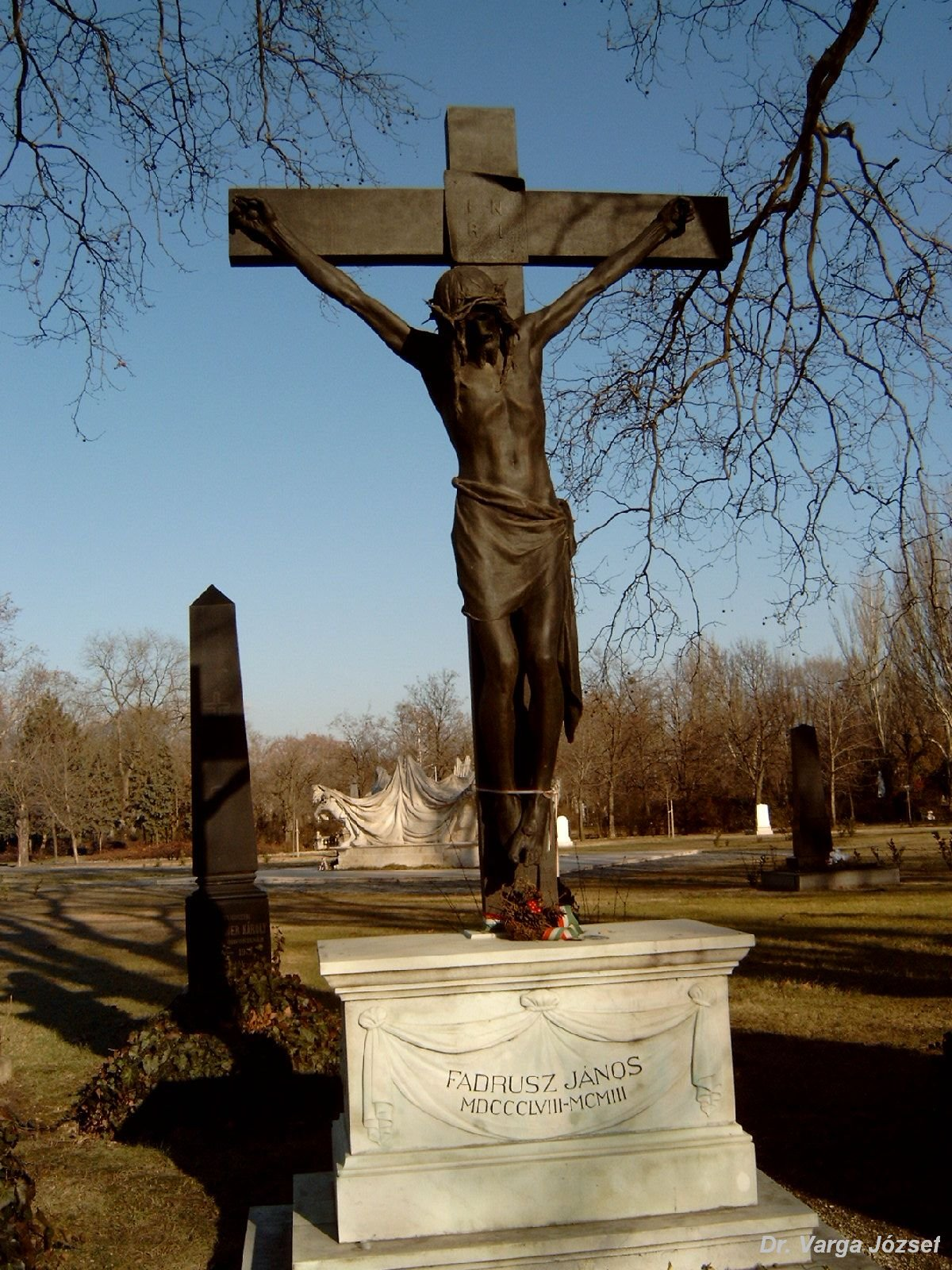
キリスト像、ブダペストのケレペス墓地のファドルスの墓
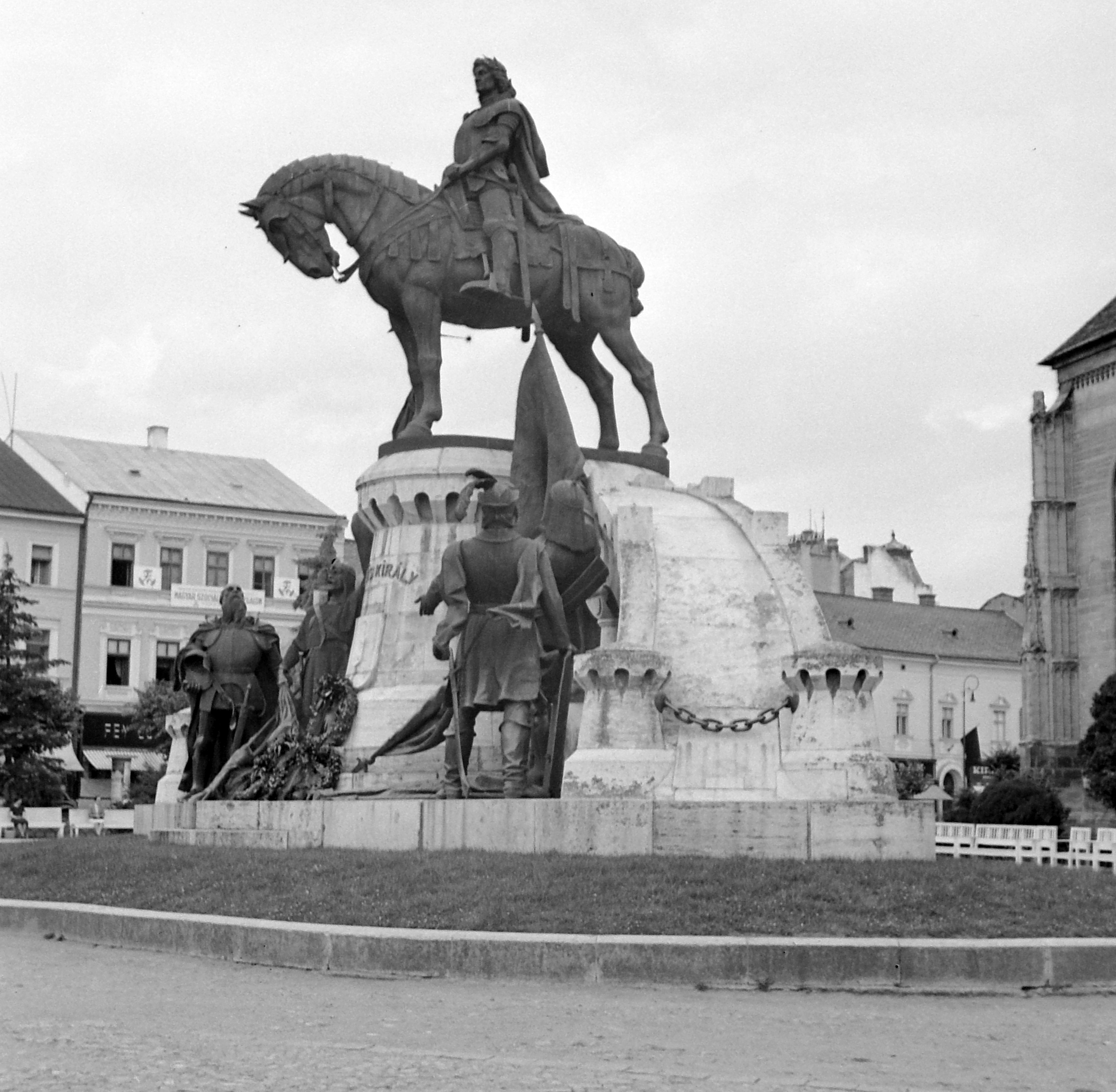
マーチャーシュ1世の像
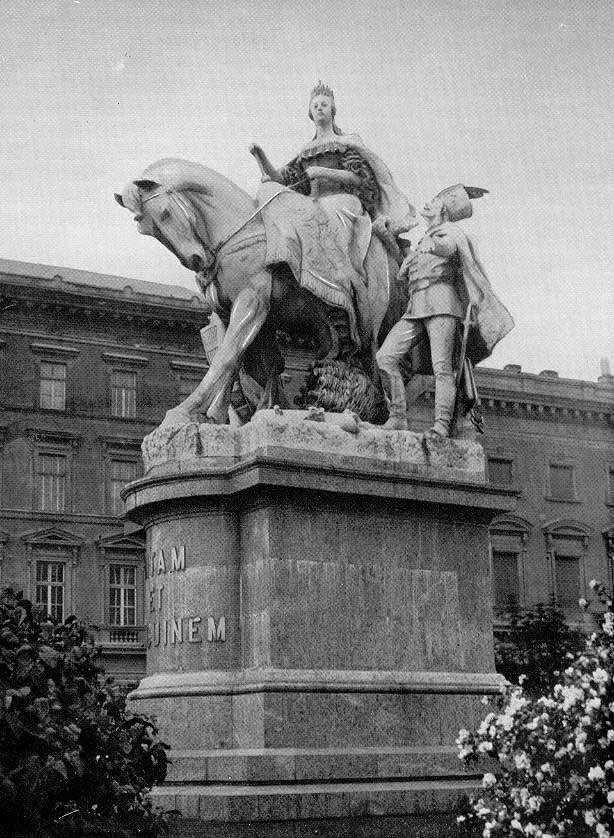
マリア・テレジアの記念碑
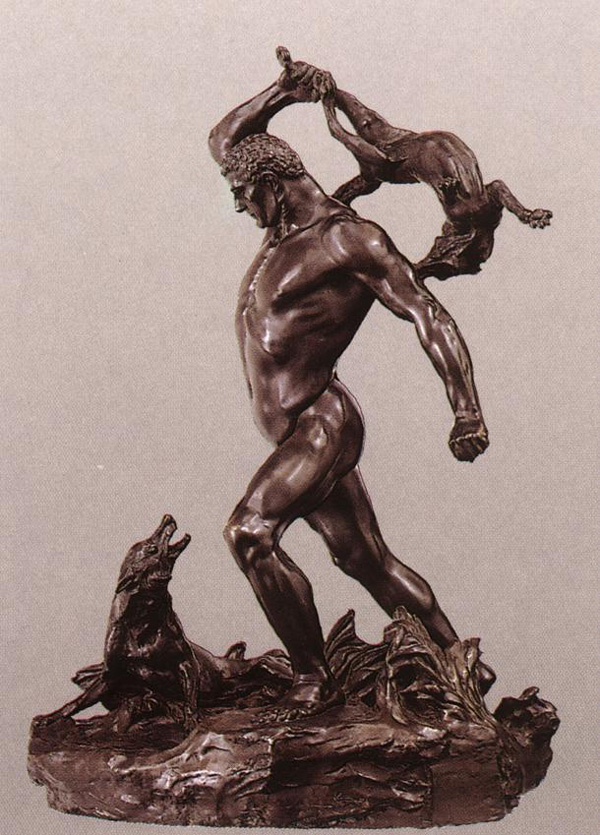
ミクローシュ・トルディ（14世紀のハンガリーの英雄）